# Sympherta burra
Sympherta burra är en stekelart som först beskrevs av Cresson 1868.  Sympherta burra ingår i släktet Sympherta och familjen brokparasitsteklar. Inga underarter finns listade i Catalogue of Life.